# 土狼
土狼（学名：Proteles cristatus），又稱冠鬣狗、鬣豺，是一种以昆虫为食的小型哺乳动物，属于鬣狗科。其栖息在非洲东部和南部乾燥的平原上。體細長，黃色具黑條紋。和其他鬣狗不同的是，它们不捕食大型动物，而捕食昆虫（主要是白蚁），昆虫幼虫和腐肉也是其食物来源。一个土狼个体一晚可以使用其长而粘的舌头捕食20万只白蚁。
土狼生活在非洲大陆东部和南部的灌丛（即长有矮小树木和灌木的开阔地域）中。土狼是夜行性动物，白天在地穴中休息，夜晚外出寻觅食物。
土狼一般身长55－80cm（不包括20－30cm的尾巴），肩部约为40－50cm高，体重在9－14kg之间 。与其他鬣狗不同的是，它的前脚有5个脚趾。每胎产仔3－4只，性情胆怯，对人无危險性。受攻击时会喷出有麝香气味的氣体，可能与攻击者搏斗。

## 分类学
土狼一般划归为鬣狗家族鬣狗科的一员，但其早先分为单独的土狼科（Protelidae）。 科学家们在早期认为土狼仅仅是与条纹鬣狗相似，于是就有了土狼科。最近的研究显示，土狼在早期便与其他鬣狗科分道扬镳了，但这一现象的精确时间还未确定。其原因是化石记录与基因研究不吻合，并且结果相差在十万年以上。
土狼是土狼亚科中唯一幸存的物种。如今土狼是否应划为单型仍在考究，另有观点认为南非土狼和东非土狼应分别归为P. c. cristatus亚種、P. c. septentrionalis亚種。
|  | 土狼 Proteles cristatus |
|  |                         |

|  | 斑鬣狗 Crocuta crocuta                                                               |
|  |                                                                                      |
|  | \| \| 條紋鬣狗 Hyaena hyaena \| \| \| \| \| \| 棕鬣狗 Parahyaena brunnea \| \| \| \| |
|  |                                                                                      |
|  | 條紋鬣狗 Hyaena hyaena                                                               |
|  |                                                                                      |
|  | 棕鬣狗 Parahyaena brunnea                                                            |
|  |                                                                                      |

|  | 條紋鬣狗 Hyaena hyaena    |
|  |                           |
|  | 棕鬣狗 Parahyaena brunnea |
|  |                           |

|  | 土狼 Proteles cristatus |
|  |                         |

|  | 斑鬣狗 Crocuta crocuta                                                               |
|  |                                                                                      |
|  | \| \| 條紋鬣狗 Hyaena hyaena \| \| \| \| \| \| 棕鬣狗 Parahyaena brunnea \| \| \| \| |
|  |                                                                                      |
|  | 條紋鬣狗 Hyaena hyaena                                                               |
|  |                                                                                      |
|  | 棕鬣狗 Parahyaena brunnea                                                            |
|  |                                                                                      |

|  | 條紋鬣狗 Hyaena hyaena    |
|  |                           |
|  | 棕鬣狗 Parahyaena brunnea |
|  |                           |

## 词源
土狼英文的属名（proteles）来源于希腊语中的两个单词，“protos”、“teleos”，意为“前面齐了”，即描述土狼的前爪有五个脚趾，而后爪有四个。 土狼的种名（cristatus）来源于拉丁语，意为“带有梳子”和其名称有关。

## 外形特征

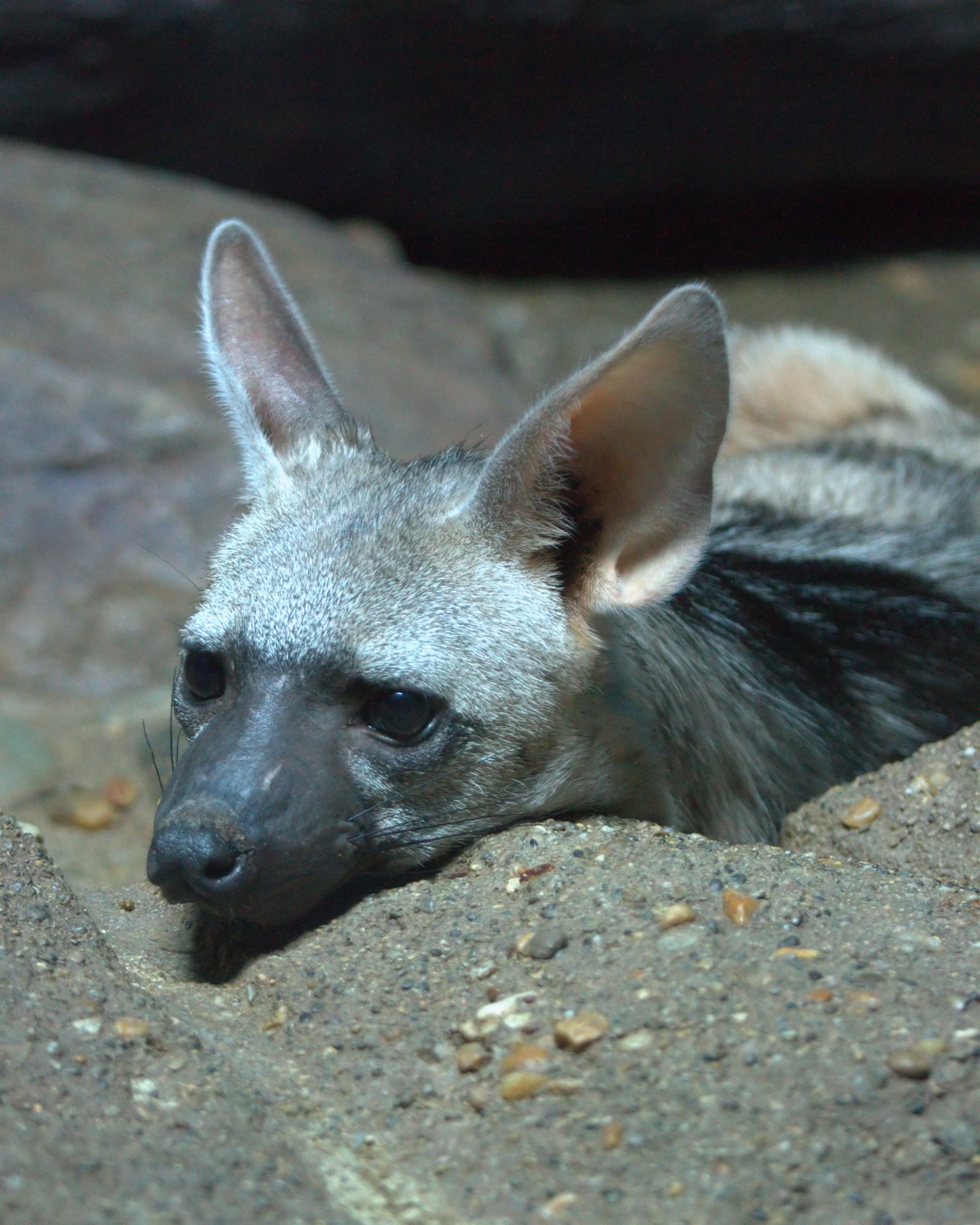
头部细节特写，拍摄于辛辛那堤動物和植物園

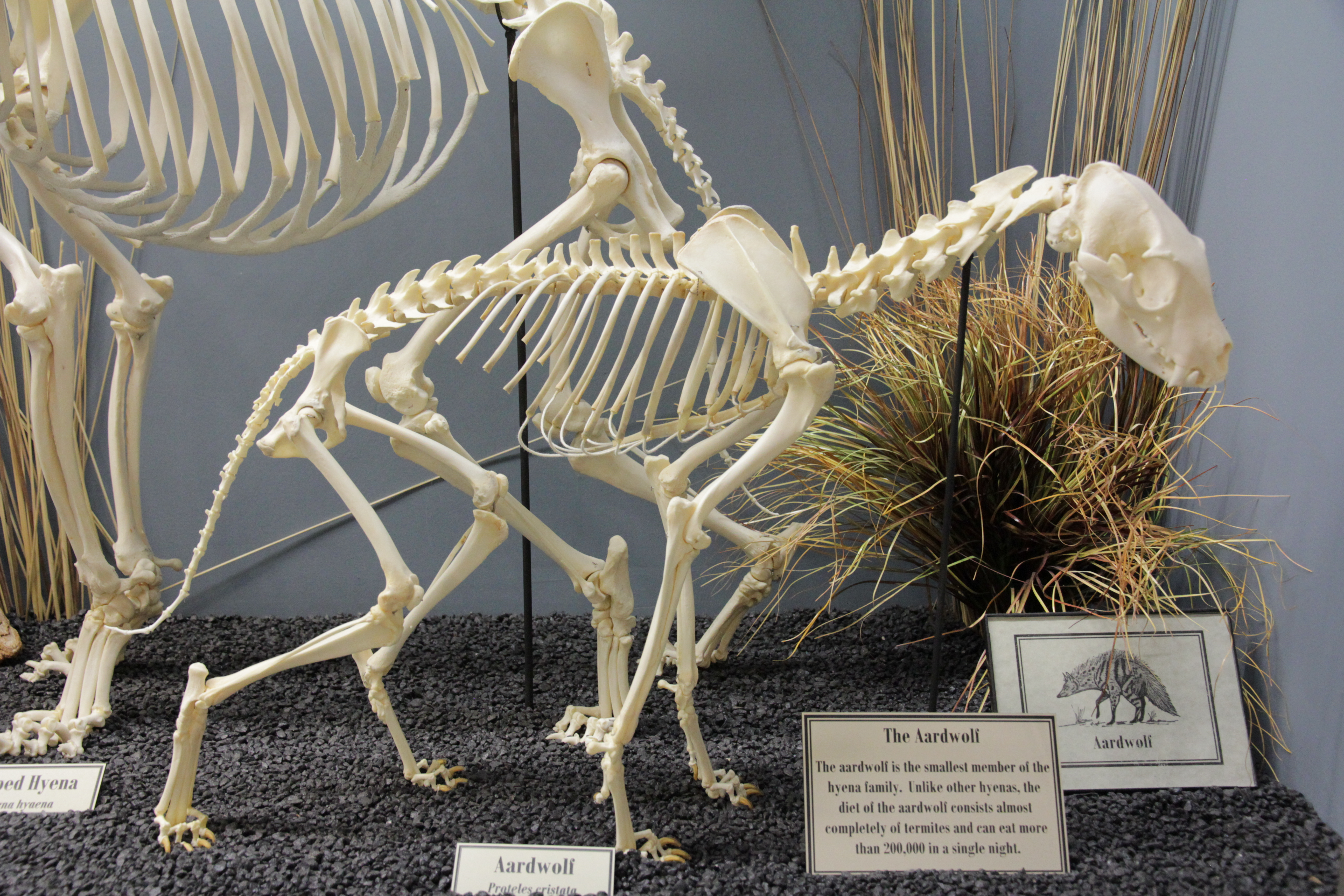
土狼的头骨，展出于骨骼博物馆

土狼酷似瘦小的条纹鬣狗，口鼻部位对比后者更细，黄色的毛皮上有黑色垂直的条纹，颈部和背部长有长且显眼的鬃毛。 土狼在身上的前、后四分之一处分别有一至二条呈对角线状的条纹，腿部也有一些条纹。 土狼在对峙是会将鬃毛提高，让体型显得更大。土狼对比鬣狗科其他成员的特点是没有喉部的斑点。 土狼腿部的下半部分（从膝盖算起）是黑色的，土狼的尾巴长有浓密的毛，有黑色的尖端。
随着年龄增长，土狼一般会失去一些牙齿，但因为其主要进食软的昆虫，所以对进食习惯造成的影响微乎其微。

## 栖息地与分布
土狼生活早开阔干燥的平原和灌木地，并避开山脉地区。土狼独特的进食需求导致了其仅分布于有草白蚁科的白蚁出现的区域。草白蚁科白蚁依靠已死亡或者枯萎的草為生，且大多数生存在有大量放牧的草原、疏林草原并且包括耕地。土狼在一年中的大多数时间会在由数十个巢穴组成的共享领地中，这些巢穴每次会被占用六周。
土狼有两个独特的聚集地，分别位于南非和东北非。土狼不会在两地之间的米翁波森林中生活。
一对带有最近后代的土狼伴侣会占据1—4 km2（0.39—1.54 sq mi）的领地。